# Anson Mount
Anson Adams Mount IV (Arlington Heights, 25 de fevereiro de 1973) é um ator norte-americano. Ele é conhecido pelos seus papéis na televisão em Hell on Wheels como Cullen Bohannon, Jim Steele em Conviction, e como o capitão Christopher Pike nas séries Star Trek: Discovery que apareceu segunda temporada, e depois em Star Trek: Strange New Worlds. Além disso, também interpretou o personagem Raio Negro no Universo Cinematográfico Marvel, tendo aparecido na série de televisão Inhumans e no filme Doutor Estranho no Multiverso da Loucura. Ele também ficou conhecido pela sua atuação como o misterioso Ben Kimble, no filme Crossroads, ao lado de Britney Spears.

## Biografia
Nascido em Tenesse, é ofilho de Anson Mount II e de Nancy Smith. O seu pai contribuía com a revista Playboy como um editor de esportas, e a sua mãe era uma jogadora de golfe profissional. Pelo primeiro casamento do pai, tem um meio-irmão mais velho, Anson Mount III, e duas irmãs. O seu tataravô era um coronel da cavalaria confederado. 
Ele cresceu na cidade de White Bluff, e frequentou o ensino médio em Dickson, onde conseguiu o seu primeiro papel secundário numa peça da escola. Após se formar em 1991, passou a estudar na Universidade do Sul em Sewanee, se juntou a uma fraternidade, e se dedicou às artes e ao teatro. Ele conseguiu um diploma um mestrado em Belas artes e atuação da Universidade Columbia, e em seguida passou a trabalhar em teatro em Nova Iorque.
Mount frequentou a Universidade de Columbia no programa para atores de 1995 até 1998. No dia 28 de fevereiro de 2017, entrou para o elenco da série televisiva da Marvel "The Inhumans" Como o rei Black Bolt. Também dublou o detetive Sebastian Catellanos em The Evil Within.
Em 2004, ele foi honrado pelo estado do Tennessee como o "Filho Distinto do Condado de Dickson e do Estado do Tennesee."  O poeta favorito de Mount é Andrew Hudgins, com quem ele estudou. 

## Filmografia

### Filmes
| Ano  | Título                                     | Papel              | Notas |
| ---- | ------------------------------------------ | ------------------ | --- |
| 2000 | Urban Legends: Final Cut                   | Toby Belcher       | |
| 2000 | Tully                                      | Tully Coates Jr.   | |
| 2000 | Boiler Room                                | Broker             | |
| 2002 | Crossroads                                 | Ben Kimble         | Nominated – Golden Raspberry Award for Worst Screen Combo (shared with Britney Spears) Nominated – Teen Choice Award for Best Chemistry (shared with Britney Spears) |
| 2002 | City by the Sea                            | Dave Simon         | |
| 2002 | Poolhall Junkies                           | Chris              | |
| 2003 | The Battle of Shaker Heights               | Mine Weber         | |
| 2004 | The Warrior Class                          | Alec Brno          | |
| 2005 | In Her Shoes                               | Todd               | |
| 2006 | All the Boys Love Mandy Lane               | Garth              | |
| 2006 | Walk the Talk                              | Larry              | |
| 2006 | Hood of Horror                             | Tex Jr             | |
| 2007 | Privacy Policy                             | Detective Barry    | |
| 2008 | The Two Mr. Kissels                        | Robert Kissel      | TV movie |
| 2009 | Cook County                                | Bump               | |
| 2009 | Burning Palms                              | Tom                | |
| 2011 | Straw Dogs                                 | Coach Stan Milkens | |
| 2011 | Hick                                       | Nick               | |
| 2012 | Safe                                       | Alex Rosen         | |
| 2012 | Seal Team Six: The Raid on Osama Bin Laden | Cherry             | TV movie |
| 2014 | Non-Stop                                   | Jack Hammond       | |
| 2014 | The Forger                                 | Keegan             | |
| 2014 | Supremacy                                  | Paul Sobecki       | |
| 2015 | Mr. Right                                  | Richard Cartigan   | |
| 2015 | Visions                                    | David Maddox       | |

### Televisão
| Ano       | Título               | Papel                    | Notas                                                        |
| --------- | -------------------- | ------------------------ | ------------------------------------------------------------ |
| 1999      | Ally McBeal          | Kevin Wah                | Episode: "Civil War"                                         |
| 1999      | Sex and the City     | Gregory                  | Episode: "Twenty-Something Girls vs. Thirty-Something Women" |
| 2000–2001 | Third Watch          | Dr. Montville            | 5 episodes                                                   |
| 2003      | Smallville           | Paul Hayden              | Episode: "Precipice"                                         |
| 2003      | Line of Fire         | Roy Ravelle              | 13 episodes                                                  |
| 2004      | CSI: Miami           | Tony Macken              | Episode: "Not Landing"                                       |
| 2004–2005 | The Mountain         | Will Carver              | 13 episodes                                                  |
| 2005      | Lost                 | Kevin                    | Episode: "Man of Science, Man of Faith"                      |
| 2006      | Conviction           | Jim Steele               |                                                              |
| 2007      | Law & Order          | Reverend James Sterling  | Episode: "Church"                                            |
| 2007      | The Cure             | Darren Elliot            |                                                              |
| 2009      | Dollhouse            | Vitas                    | Episode: "Gray Hour"                                         |
| 2011–2016 | Hell On Wheels       | Cullen Bohannon          | Lead role; 55 episodes                                       |
| 2013      | Red Widow            | Evan Walraven            | 3 episodes                                                   |
| 2017      | Inhumans             | Black Bolt               | Lead role                                                    |
| 2019      | Star Trek: Discovery | Captain Christopher Pike | Series regular; 14 episodes                                  |
| 2019      | The Ready Room       | Himself                  | Episode: "Episode 11"                                        |